# Shrek 2
Shrek 2 es una película de animación estadounidense de 2004, dirigida por Andrew Adamson, Kelly Asbury y Conrad Vernon, producida por DreamWorks Animation y distribuida por DreamWorks Pictures. Es la segunda entrega de la saga y secuela de Shrek, de 2001. En su idioma original, presenta las voces estelares de Mike Myers, Cameron Diaz, Eddie Murphy, Julie Andrews, John Cleese, Rupert Everett, Jennifer Saunders y Antonio Banderas. La película fue estrenada el 21 de mayo de 2004.
Shrek 2 logró el primer fin de semana más exitoso para una película de animación en Estados Unidos, al obtener 108 037 878 dólares en solo tres días. Este fue el récord hasta el año de su estreno, 2004, pero fue sobrepasada por su secuela, Shrek tercero, tres años después. Se convirtió en la película más taquillera del 2004 en todo el mundo con 929 millones de dólares. Su respectiva banda sonora alcanzó el top 10 en el Billboard 200.

## Argumento
Algunos meses después de que el ogro Shrek y la princesa Fiona se conocieran y se casaran, el Príncipe Encantador va en busca de la princesa al castillo donde estuvo encerrada para rescatarla y desposarla, pero se sorprende al encontrar en su lugar al lobo feroz, que le revela que Fiona está disfrutando de su luna de miel. A su regreso al pantano ambos ogros son sorprendidos por la presencia de Donkey, quien les informa de que los estuvo esperando mientras cuidaba de su hogar de manera negligente, aunque Shrek quiere deshacerse de él para seguir disfrutando de su matrimonio con Fiona. Al poco tiempo reciben una invitación real de parte de los padres de Fiona, los reyes de Muy Muy Lejano, que anhelan ver a su hija tras haberse enterado de que por fin había sido rescatada y liberada de su maleficio. 
Pese a que Shrek no cree que ir sea una buena idea, Fiona lo convence, mientras que Donkey se les une en su viaje para dejarles la casa de la ciénaga a Pinocho, Jengibre, los tres cerditos, los tres ratones ciegos y el lobo feroz. A su llegada al reino, Shrek tiene problemas para ganarse la simpatía de sus suegros, en especial del rey Harold, con quien llega a tener una gran discusión en la cena; esto afecta mucho a Fiona, que se siente abandonada por su esposo al ver que no se esfuerza en encajar con su familia. Mientras ella se refugia en su cuarto, recibe la visita de su Hada Madrina que, como todos, se sorprende de su condición y de su matrimonio. Esa misma noche el Hada visita a Harold y le reprende por lo sucedido, revelándose así que habían pactado un matrimonio arreglado entre Fiona y el hijo del Hada, que resulta ser el Príncipe Encantador. El Hada Madrina le da a Harold un ultimátum para que separe a la princesa de su actual esposo. 
En respuesta, el rey Harold visita la cantina «La Manzana Envenenada» en busca de un villano de cuentos de hadas que lo ayude a deshacerse de su yerno; allí, por una considerable cantidad de oro, contrata los servicios del único sicario que se presenta como especializado en matar ogros. Después, Harold cita a Shrek a la mañana siguiente en el bosque, con el fin de "reconciliarse" con él. Mientras Shrek y Donkey deambulan perdidos por el bosque, son emboscados por el Gato con Botas, quien se revela como el sicario. Pero, tras ser derrotado antes de lograr su cometido, el gato confiesa haber sido contratado por el rey Harold, lo que desanima al ogro, quien piensa que, si fuera un apuesto "príncipe encantador", sería aceptado. Deduciendo que puede ganarse la aprobación de su familia con ayuda de la magia del Hada Madrina, Shrek convence a Donkey y al Gato con Botas de viajar hasta la guarida del Hada, cuya dirección le es revelada en una de sus tarjetas de presentación. Tras llegar a la fábrica donde el Hada crea personalmente sus hechizos, esta se niega a ayudar a Shrek y se justifica argumentando que no existe ningún cuento donde "los ogros viven felices para siempre".
Shrek finge estar de acuerdo y procede a robar una pócima mágica, con la que pretende cambiar su físico. Al ir a una bodega de pócimas para conseguirla y consigue una pócima llamada “felices para siempre”, pero un descuido de Donkey hace que los descubran robando la pócima, aunque logran escapar. Shrek bebe la pócima aún sabiendo que esta afecta tanto a quien la bebe como a su pareja, pero, tras esperar los efectos de esta, se convence de que no funciona, pero, sin saberlo un hongo se transforma en una flor, ya que Shrek estornudó en él al inhalar la pócima. Conforme tratan de llegar al reino, se refugian de una tormenta en un granero, y allí, a la noche, tanto Shrek como Donkey caen bajo los efectos de la pócima, debido a su efecto anestésico, la cual afecta después también a Fiona en el reino. Al día siguiente, Shrek descubre que la pócima lo ha convertido en un apuesto ser humano, mientras que Donkey ahora es un hermoso corcel blanco. Gato entonces se da cuenta de que las instrucciones advierten de que los efectos son temporales, a menos que la pareja afectada se dé un beso a la medianoche, por lo que el trío se dirige lo más deprisa posible a Muy Muy Lejano. Mientras que Fiona al levantarse, se transforma en su estado original de humana, sin embargo, cuando Shrek trata de contactar con Fiona en el castillo, el Hada Madrina, el Príncipe Encantador y el Rey Harold se aprovechan de que Fiona desconoce la nueva apariencia de Shrek para convencerla de que Encantador es su esposo transformado. El Hada Madrina convence al ogro de que abandone la esperanza de vivir con Fiona debido a sus diferencias, pues en el fondo sigue siendo un ogro, por lo que un deprimido Shrek intenta irse del reino junto a Donkey y Gato, pensando que Fiona se enamoró de Encantador.
Mientras beben en «La Manzana Envenenada», los tres reconocen a un disfrazado Harold reuniéndose con el Hada Madrina. Harold intenta convencerla de detener sus planes, pero ella amenaza con revertir los efectos de la magia, y procede a entregarle una especie de filtro amoroso que enamorará a Fiona de Encantador en cuanto lo bese. Donkey entonces revela por accidente que estaban escuchando la conversación, y los tres se vuelven prófugos del reino, siendo perseguidos por los soldados y, posteriormente, encerrados en un calabozo para impedirles intervenir en los acontecimientos. Al poco tiempo, el grupo de amigos de cuentos, conformado por Pinocho, el hombre de jengibre, los tres ratones ciegos, el lobo feroz y los tres cerditos, reconocen a Shrek cuando su arresto es transmitido por el Espejo Mágico, usado a modo de televisión y desarrollan un plan para rescatarlos. Mientras tanto, en el castillo Harold pone la pócima en una taza de té, a quien convence a Fiona a ir al baile y decide beberse el té, pero cuando estuvo a punto de beber la taza con la pócima, Harold lo impide, quien le hace creer a Fiona que el té con la pócima está descafeinado y finalmente el rey bebe el té con la pócima. Una vez libres, Shrek dirige un asalto al castillo, auxiliados por una gigantesca galleta de jengibre horneada por el pastelero de Jengi llamada Mongo, para irrumpir en el baile de celebración de Fiona y Encantador.
Debido a que Fiona comienza a sospechar de que Encantador es un impostor y no Shrek, el Hada Madrina interviene interpretando la canción «Holding Out for a Hero» (Yo quiero un héroe en español), para incitarlos a bailar y darle a Encantador la oportunidad de besarla. Mientras tanto, Shrek intenta invadir el castillo con ayuda de sus amigos, y consiguen introducirse pese a que los soldados hieren mortalmente a Mongo, Gato distrae a los guardias mientras la pandilla se adentra en el castillo. Shrek aparece para interrumpir el beso de Fiona y Encantador, e intenta quitarle la varita mágica al Hada Madrina, pero su hijo consigue besar a Fiona. Para sorpresa suya, ella no cae bajo los efectos de la pócima, y se revela entonces que su padre Harold le había dado deliberadamente una taza equivocada. Furiosa, el Hada Madrina se arma con su varita y trata de revertir los efectos con un hechizo lanzado a Shrek y a Fiona, pero Harold se interpone y su armadura hace rebotar el hechizo, que golpea al Hada y la reduce a burbujas de jabón, causándole la muerte. Harold sobrevive al hechizo, pero se revierte a su forma original, que resulta ser el rey sapo; viéndose descubierto, se disculpa formalmente con su hija y su yerno por tratar de separarlos. De pronto, comienzan a sonar las doce campanas de medianoche, lo que indica que Shrek y Fiona deben besarse para hacer permanentes los efectos de la pócima; Shrek le pregunta a su mujer si realmente es su deseo que ambos se queden como humanos, y rápidamente inicia el beso, pero Fiona le detiene, y le declara que prefiere vivir como una ogra junto con "el ogro del que se enamoró". La celebración entonces continúa, con Donkey y Gato interpretando «Livin' la Vida Loca».
En una escena entre créditos, mientras Shrek y Fiona siguen bailando, Gato intenta animar a un triste Donkey para que se vaya a un club. Hasta que aparece la Dragona y revela a Donkey, para su sorpresa, que ambos son padres de seis híbridos de burros y dragones.

## Reparto
| Personaje                                | Actor de voz original | Actor de doblaje                                                                                        | Actor de doblaje                                                                                              |
| ---------------------------------------- | --------------------- | --- | --- |
| Shrek                                    | Mike Myers            | Juan Antonio Muñoz                                                                                      | Alfonso Obregón                                                                                               |
| Donkey (Asno/Burro)                      | Eddie Murphy          | José Mota                                                                                               | Eugenio Derbez                                                                                                |
| Princesa Fiona                           | Cameron Diaz          | Nuria Mediavilla                                                                                        | Dulce Guerrero                                                                                                |
| El Gato con Botas                        | Antonio Banderas      | Antonio Banderas                                                                                        | Antonio Banderas                                                                                              |
| Rey Harold                               | John Cleese           | Eduardo Muntada                                                                                         | Maynardo Zavala                                                                                               |
| Reina Lillian                            | Julie Andrews         | Rosa Guiñón                                                                                             | Rosanelda Aguirre                                                                                             |
| Hada Madrina                             | Jennifer Saunders     | Alba Sola                                                                                               | Simone Brook                                                                                                  |
| Hada Madrina                             | Jennifer Saunders     | Silvia Guillem (Voz cantada)                                                                            | Simone Brook                                                                                                  |
| Príncipe Encantador                      | Rupert Everett        | Armando Carreras                                                                                        | Ricardo Tejedo                                                                                                |
| Jengibre                                 | Conrad Vernon         | Aleix Estadella                                                                                         | Jesús Barrero                                                                                                 |
| Mongo                                    | Conrad Vernon         | Carlos Vicente                                                                                          | Miguel Ángel Ghigliazza                                                                                       |
| Cedric                                   | Conrad Vernon         | Gonzalo Abril                                                                                           | Herman López                                                                                                  |
| Anunciador en castillo                   | Conrad Vernon         | José Pedro Martos                                                                                       | Javier Rivero                                                                                                 |
| Pastelero                                | Conrad Vernon         | Manuel Osto                                                                                             | Jorge Roig |
| Pinocho                                  | Cody Cameron          | Juan Miguel Valdivieso                                                                                  | Eduardo Garza                                                                                                 |
| Heimlich, cerdito #1                     | Cody Cameron          | Pedro José Marcos                                                                                       | Luis Daniel Ramírez                                                                                           |
| Dieter, cerdito #2                       | Cody Cameron          | Pedro José Marcos                                                                                       | Víctor Ugarte                                                                                                 |
| Horst, cerdito #3                        | Cody Cameron          | Juan Miguel Valdivieso                                                                                  | Carlos Enrique Bonilla                                                                                        |
| Lobo feroz                               | Aron Warner           | Javier Almibia                                                                                          | Carlos Águila                                                                                                 |
| Ratón ciego #1                           | Christopher Knights   | Toni Solanes                                                                                            | José Gilberto Vilchis                                                                                         |
| Ratón ciego #2                           | Christopher Knights   | Carlos Vicente                                                                                          | Benjamín Rivera                                                                                               |
| Ratón ciego #3                           | Christopher Knights   | Carlos Vicente                                                                                          | Carlos Hernández                                                                                              |
| Espejo mágico                            | Chris Miller          | Eduardo Elías                                                                                           | Mario Filio                                                                                                   |
| Doris                                    | Larry King            | Michael Robinson                                                                                        | Mario Arvizu                                                                                                  |
| Doris                                    | Jonathan Ross         | Michael Robinson                                                                                        | Mario Arvizu                                                                                                  |
| Joan Rivers                              | Joan Rivers           | María Luisa Solá                                                                                        | Liza Willert                                                                                                  |
| Recepcionista                            | Guillaume Aretos      | Alfonso García Zambrano                                                                                 | Salvador Delgado                                                                                              |
| Jill                                     | Latifa Ouaou          | Ariadna De Guzmán                                                                                       | María Fernanda Morales                                                                                        |
| Campesina rubia                          | Alina Phelan          | Marta Dualde                                                                                            | Norma Iturbe                                                                                                  |
| Anunciador en el pantano                 | David P. Smith        | Pedro José Martos                                                                                       | Eduardo Giaccardi                                                                                             |
| Hombre viejo con una caja en el castillo | Kelly Asbury          | Manuel García Guevara                                                                                   | Raúl de la Fuente                                                                                             |
| Cíclope                                  | Mark Valley           | Miguel Marquillas                                                                                       | Eduardo Giaccardi                                                                                             |
| Capitán Garfio                           | Ian McShane           | Jordi Boixaderas                                                                                        | Leonardo García                                                                                               |
| Rana del bar                             | Wendy Bilanski        | María Luisa Solá                                                                                        | Lourdes Morán                                                                                                 |
| Empleada del restaurante                 | Kelly Cooney          | Marta Dualde                                                                                            | Rossy Aguirre                                                                                                 |
| Cajón mágico                             | Mark Moseley          | Jordi Boixaderas                                                                                        | Gus Rodríguez                                                                                                 |
| Noble                                    | Kelly Asbury          | Jordi Boixaderas                                                                                        | Carlos Luyando Hernández García                                                                               |
| Hijo del noble                           | Kelly Asbury          | Manuel Osto                                                                                             | Luis Daniel Ramírez                                                                                           |
| Capitán de los guardias                  | Andrew Adamson        | Pedro José Martos                                                                                       | José Luis Orozco                                                                                              |
| Coro del Hada Madrina                    | Metro Voices          | Xavier Mateu Xavier Ribera Laura Simó Meritxell Sota Juan Sánchez Marc Álvarez Monserrat Ros Carmen Ros | Arturo Echeverría Alejandro Sánchez Jade Gabriela Vega Ricardo Silva Nicolás Silva Rocío Garcel Vicky Córdova |

## Fechas de estreno mundial
| País           | Fecha de estreno                |
| -------------- | ------------------------------- |
| Alemania       | Jueves 1 de julio de 2004       |
| Argentina      | Jueves 17 de junio de 2004      |
| Australia      | Jueves 17 de junio de 2004      |
| Austria        | Jueves 1 de julio de 2004       |
| Bélgica        | Miércoles 23 de junio de 2004   |
| Baréin         | Miércoles 21 de julio de 2004   |
| Brasil         | Viernes 18 de junio de 2004     |
| Bulgaria       | Viernes 1 de octubre de 2004    |
| Chile          | Jueves 17 de junio de 2004      |
| Corea del Sur  | Jueves 17 de junio de 2004      |
| Croacia        | Jueves 26 de agosto de 2004     |
| Dinamarca      | Viernes 3 de septiembre de 2004 |
| Egipto         | Miércoles 4 de agosto de 2004   |
| EAU            | Miércoles 21 de julio de 2004   |
| Eslovenia      | Jueves 19 de agosto de 2004     |
| España         | Miércoles 30 de junio de 2004   |
| Estados Unidos | Miércoles 19 de mayo de 2004    |
| Estonia        | Viernes 22 de octubre de 2004   |
| Filipinas      | Viernes 21 de mayo de 2004      |
| Finlandia      | Viernes 3 de septiembre de 2004 |
| Francia        | Miércoles 23 de junio de 2004   |
| Grecia         | Viernes 22 de octubre de 2004   |
| Hong Kong      | Jueves 20 de mayo de 2004       |
| Hungría        | Jueves 1 de julio de 2004       |
| India          | Viernes 20 de agosto de 2004    |
| Indonesia      | Miércoles 23 de junio de 2004   |
| Islandia       | Viernes 16 de julio de 2004     |
| Israel         | Jueves 1 de julio de 2004       |
| Italia         | Viernes 17 de diciembre de 2004 |
| Japón          | Sábado 24 de julio de 2004      |

| País                         | Fecha de estreno |
| ---------------------------- | --- |
| Kazajistán                   | Viernes 20 de agosto de 2004 |
| Kuwait                       | Miércoles 21 de julio de 2004 |
| Líbano                       | Jueves 29 de julio de 2004 |
| Lituania                     | Viernes 22 de octubre de 2004 |
| Malasia                      | Viernes 21 de mayo de 2004 |
| México                       | Miércoles 16 de junio de 2004 |
| Noruega                      | Viernes 17 de septiembre de 2004 |
| Nueva Zelanda                | Jueves 17 de junio de 2004 |
| Países Bajos                 | Jueves 1 de julio de 2004 |
| Panamá                       | Viernes 18 de junio de 2004 |
| Perú                         | Jueves 17 de junio de 2004 |
| Polonia                      | Viernes 2 de julio de 2004 |
| Portugal                     | Viernes 1 de julio de 2004 |
| Reino Unido Irlanda          | Viernes 2 de julio de 2004 |
| República Checa · Eslovaquia | Jueves 8 de julio de 2004 |
| Rusia                        | Jueves 19 de agosto de 2004 |
| Singapur                     | Viernes 21 de mayo de 2004 |
| Suecia                       | Viernes 3 de septiembre de 2004 |
| Suiza                        | Miércoles 23 de junio de 2004 (Región francoparlante) Jueves 24 de junio de 2004 (Región germanoparlante) Viernes 17 de diciembre de 2004 (Región italoparlante) |
| Tailandia                    | Viernes 21 de mayo de 2004 |
| Taiwán                       | Viernes 18 de junio de 2004 |
| Turquía                      | Viernes 27 de agosto de 2004 |
| Ucrania                      | Jueves 19 de agosto de 2004 |
| Venezuela                    | Jueves 24 de junio de 2004 |

## Lanzamientos
Shrek 2 tuvo su lanzamiento en VHS y DVD el 5 de noviembre de 2004 y en Game Boy Advance Video el 17 de noviembre de 2005. Una versión 3D de la película fue lanzada exclusivamente para algunos televisores Samsung en Blu-ray el 1 de diciembre de 2010, junto con las otras tres películas de la serie. La versión en Blu-ray de la película fue lanzada el 1 de noviembre del 2011 y después, al iniciar la alianza con 20th Century Fox, se relanzó en Blu-ray en 2015 individualmente y luego de nuevo en 2016 en un BoxSet con las 4 películas conmemorando 15 años de la franquicia.

### Far Far Away Idol
Far Far Away Idol es un cortometraje de animación especial que se incluyó en el DVD y VHS inspirado en American Idol con la estrella invitada Simon Cowell. Teniendo lugar justo después del final de Shrek 2, los personajes de la película compiten interpretando canciones exitosas mientras el jurado es integrado por Shrek, Fiona y Cowell.
Después de las actuaciones, en el DVD, el espectador tiene que elegir el ganador. Sin embargo, si se selecciona cualquier personaje fuera de Shrek & Fiona (quienes cantan a dúo), Donkey, o Gato, Cowell se negaría a aceptar el ganador y se proclamará él mismo como vencedor, saltando sobre una mesa y realizando una interpretación de la canción "My Way". Al final del cortometraje en el formato VHS, deja un enlace donde el espectador puede votar por su preferido como el verdadero ganador. DreamWorks Animation anunció el 8 de noviembre del 2004, tres días después del lanzamiento del DVD y VHS que alrededor de 750,000 votos para los competidores, la ganadora favorita fue Doris.

## Banda sonora
La música de Shrek 2 fue compuesta por Harry Gregson-Williams, y además en la película se incluyeron temas vocales de diferentes artistas:
| Motion Picture Soundtrack: Shrek 2 |                                                       |                                                |          |  |
| N.º                                | Título                                                | Cantante (es)                                  | Duración |  |
| 1.                                 | «Accidentally in Love»                                | Counting Crows                                 | 3:08     |  |
| 2.                                 | «Holding Out for a Hero»                              | Frou Frou                                      | 3:22     |  |
| 3.                                 | «Changes»                                             | Butterfly Boucher y David Bowie                | 4:28     |  |
| 4.                                 | «As Lovers Go» (Ron Fair Remix)                       | Dashboard Confessional                         | 4:24     |  |
| 5.                                 | «Funkytown»                                           | Lipps Inc.                                     | 2:37     |  |
| 6.                                 | «I’m On My Way»                                       | Rich Price                                     | 3:45     |  |
| 7.                                 | «I Need Some Sleep»                                   | Eels                                           | 5:33     |  |
| 8.                                 | «Ever Fallen in Love (With Someone You Shouldn't've)» | Pete Yorn                                      | 2:37     |  |
| 9.                                 | «Little Drop of Poison»                               | Tom Waits                                      | 3:45     |  |
| 10.                                | «You’re So True»                                      | Joseph Arthur                                  | 5:33     |  |
| 11.                                | «People Ain’t No Good»                                | Nick Cave & The Bad Seeds                      | 5:41     |  |
| 12.                                | «Fairy Godmother Song»                                | Jennifer Saunders                              | 1:53     |  |
| 13.                                | «Livin’ la vida loca»                                 | Eddie Murphy y Antonio Banderas (Ricky Martin) | 3:22     |  |
| 14.                                | «Holding Out For a Hero» (Bonus track)                | Jennifer Saunders                              | 3:59     |  |
| 15.                                | «Le Freak» (Bonus track)                              | Chic                                           | 3:38     |  |

## Premios y nominaciones
2004
- - Annie
    -  Best Animated Feature

  - BAFTA - Kids' Vote
  - PFCS - Best Original Song
  - Teen Choice - Choice Movie - Comedy

2005
- - BMI Film & TV
    - BMI Film Music Award
    - Most Performed Song from a Film

  - MTV Movie - Favorite Voice in an Animated Film
  - People's Choice
    - Favorite Animated Movie
    - Favorite Animated Movie Star
    - Favorite Movie Comedy
    - Favorite Movie Villain
    - Favorite Sequel

  - Teen Choice - Choice Movie: Animated/Computer Generated

Además obtuvo varias nominaciones para otros premios, entre los que destacan dos nominaciones para los Óscar a Mejor película de animación y Mejor canción y una nominación a los Globo de Oro a mejor canción original.